# August Svedenstierna
Johan August Reinhold Svedenstierna, född 21 oktober 1800 på Isaksbo i Grytnäs socken, död 21 januari 1894 i Kristianstad, var en svensk militär.
August Svedenstierna var son till ryttmästare Eric Wilhelm Svedenstierna och friherrinnan Fredrica Cedercreutz. Han blev kadett vid Krigsakademien på Karlberg 1815 och utexaminerades därifrån 1819 samt blev fänrik vid Västmanlands regemente samma år. Svedenstierna transporterades som kornett till Skånska dragonregementet 1820, blev löjtnant där 1824, ryttmästare i armén 1835 och vid regementet 1842. Han blev överstelöjtnant 1847, överste i armén 1863 samt var överste och chef för Skånska dragonregementet 1865–1868. Svedenstierna blev 1850 riddare och 1867 kommendör av Svärdsorden.